# Muzeum Tyflologiczne w Owińskach
Muzeum Tyflologiczne w Owińskach – muzeum położone we wsi Owińska (powiat poznański). Placówka działa w ramach tutejszego Specjalnego Ośrodka Szkolno-Wychowawczego dla Dzieci Niewidomych.

## Charakterystyka
Placówka powstała w 2011. W ramach zbiorów zgromadzono przedmioty związane z kulturą i edukacją osób niewidomych. Wśród eksponatów prezentowane są m.in. mapy tyflologiczne (najstarsze pochodzące z 1886 roku), pierwszy atlas dla niewidomych z 1932, pierwsze druki pismem liniowym Anny Adler, pierwsze paryskie kubarytmy oraz tyflografiki Martina Kunza. Ponadto prezentowane są grafiki dotykowe oraz przedmioty codziennego użytku, dostosowane do potrzeb osób niewidomych, oraz drukarenka Kleina – urządzenie, umożliwiające pisanie, używane przed powszechnym wprowadzeniem alfabetu Braille’a.
Zwiedzanie muzeum jest możliwe po uprzednim uzgodnieniu z kierownictwem ośrodka. Sugerowane dni zwiedzania to piątek, sobota i niedziela.
W bezpośrednim sąsiedztwie ośrodka znajduje się Park Orientacji Przestrzennej, otwarty we wrześniu 2012.